# Ašot Karagjan
Ašot Akopovič Karagjan (Erevan, 23 gennaio 1951) è un ex schermidore sovietico, vincitore di una medaglia d'argento ed una di bronzo nella scherma ai giochi olimpici.